# سبوغلينات
السبوغلينات (الاسم العلمي: Siboglinidae) هي فصيلة من الحلقيات تتبع رتبة السابيليات من طائفة كثيرات الأشعار.

## الأجناس
- السبوغلينة
- الأواسيسية
- الريدجية
- الريفتية
- التيفنية